# Плеяда
Плеяда (фр. La Pléiade) — название поэтического объединения во Франции XVI века, которое возглавлял Пьер де Ронсар.

## Название и состав объединения
Первоначальное название группы — Бригада; название «Плеяда» впервые возникает в 1553 году. Это же название использовала группа александрийских поэтов III века. По аналогии с мифологическими Плеядами, семью дочерьми титана Атланта, численность участников объединения должна была составлять семь человек. Большинство участников объединения составляли соученики Ронсара по коллежу Кокре. Кроме него, в группу входили Жоашен Дю Белле, Жак Пелетье дю Манс, Жан де Лаперюз, Жан Антуан де Баиф, Понтюс де Тиар и Этьен Жодель (возможно, его впоследствии заменил Гильом Дезотель). После смерти Жана де Лаперюза в 1554 году его место в объединении занял Реми Белло; после смерти Пелетье дю Манса в 1582 году его заменил Жан Дора.

## Программа
Первым серьёзным произведением группы стал её литературный манифест «Защита и прославление французского языка» (1549), традиционно приписываемый Жоашену Дю Белле (1522—1560), где ясно декларировались новые представления о национальной культуре и литературе. Автор связывал подъём и расцвет культуры с общенациональным подъёмом и процветанием; уровень развития культуры, таким образом, определялся уровнем развития государства и народа. При этом в манифесте прослеживается характерный для Ренессанса культ античности и декларирован лозунг подражания древним авторам. Художественная программа «Плеяды» утверждала приоритет французского языка и его равенство с латинским и итальянским, провозглашала высокое назначение поэта-творца. Язык провозглашался родом искусства, а поэзия — его высшей формой. Античное же наследие они считали стимулом для развития национальной литературы. Состав группы менялся, но ведущими в ней были Пьер Ронсар (1524—1585), Жоашен Дю Белле и Жан Антуан Баиф. В наибольшей степени дух культуры Возрождения и её идеалы были выражены в творчестве лидера «Плеяды» Ронсара.
Не следует считать Плеяду единой поэтической школой (при том, что приоритет Ронсара для всех участников группы был непререкаем). Общая установка Плеяды заключалась в отказе от традиционных (национальных) поэтических форм (в этом плане группа полемизировала с Клеманом Маро), в отношении к поэзии как к серьёзному упорному труду (а не пустому времяпрепровождению, которому якобы предавались поэты школы великих риториков и тот же Маро) и в «воспевании духовного аристократизма». Аристократизм этот питался характерной для эпохи Возрождения и связанной с влиянием неоплатонизма апологетической концепцией поэта. Последний призван стремиться к Красоте, активно прибегая к мифологической образности, неологизмам и лексическим заимствованиям, обогащая синтаксис характерными для латинского и греческого языков оборотами. Вместо средневековых жанров (кроме эклоги, элегии, эпиграммы, послания и сатиры, которые всё же надлежит сохранить) предлагалось обращаться к античным (ода, трагедия, эпопея, гимн) и характерным для Италии (сонет). Манифестом группы стал подписанный Дю Белле (но, судя по всему, сочинённый при активном участии Ронсара) трактат «Защита и прославление французского языка» (La Deffence, et Illustration de la Langue Française, 1549). На рубеже 1550-х-1560-х годов позиция поэтов Плеяды, не без влияния общественно-политической ситуации, несколько изменилась: проявилась тенденция к углублению философичности, с одной стороны, и гражданского пафоса, с другой (впрочем, патриотическое чувство окрашивает собой и манифест Плеяды).

## Сводные издания
- Поэзия Плеяды/ Сост И. Ю. Подгаецкая. М.: Радуга, 1984